# 邦尚莱拉瓦勒
邦尚莱拉瓦勒（法語：Bonchamp-lès-Laval，法語發音：[bɔ̃ʃɑ̃ lɛ laval]，意为“拉瓦勒附近的邦尚”）是法国马耶讷省的一个市镇，位于该省中部，属于拉瓦勒区。

## 地理
邦尚莱拉瓦勒（48°4'27"N, 0°42'5"W）面积27.51 平方千米，位于法国卢瓦尔河地区大区马耶讷省，该省份为法国西北部内陆省份，北起芒什省和奧恩省，西接伊勒-维莱讷省，南至曼恩-卢瓦尔省，东临萨尔特省。
与邦尚莱拉瓦勒接壤的市镇（或旧市镇、城区）包括：卢韦内、福尔塞、阿让特雷、尚热、拉沙佩勒昂特奈斯、昂特拉姆、拉瓦勒、卢维涅、帕尔内叙罗克。
邦尚莱拉瓦勒的时区为UTC+01:00、UTC+02:00（夏令时）。

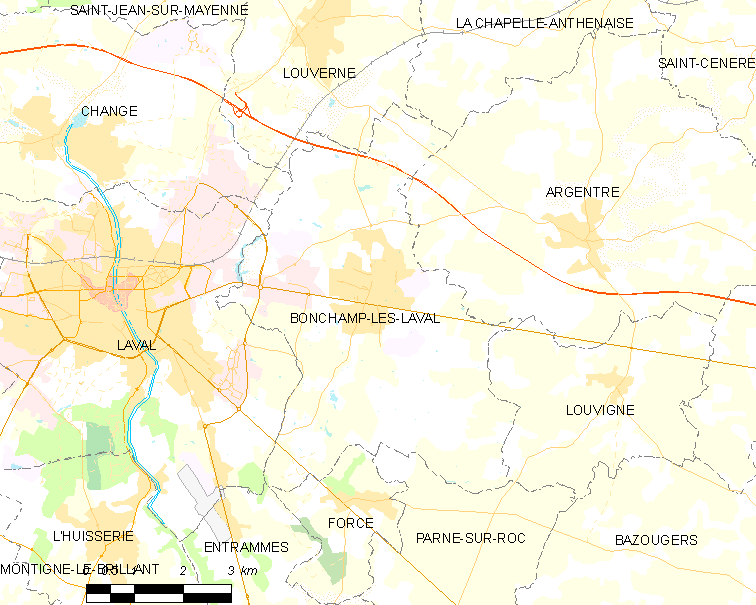
邦尚莱拉瓦勒的OSM定位图

## 行政
邦尚莱拉瓦勒的邮政编码为53960，INSEE市镇编码为53034。

## 政治
邦尚莱拉瓦勒所属的省级选区为邦尚莱拉瓦勒县。

## 交通
马耶讷省省道D21线、D32线、D57线和D211线经过境内。

## 人口

1962-2008年间邦尚莱拉瓦勒人口变化图示

邦尚莱拉瓦勒于2022年1月1日时的人口数量为6294人。